# أوريجينال فلم
أوريجينال فيلم (بالإنجليزية: Original Film) هي شركة إنتاج أفلام أمريكية، تأسست في 1997، يقع مقرها في لوس أنجلوس، تم تأسيسها بواسطة نيل إتش. موريتز.

## روابط خارجية
- مقالات تستعمل روابط فنية بلا صلة مع ويكي بيانات